# Monsta Island Czars
Monsta Island Czars хип-хоп группа из Нью-Йорка наиболее известная участником MF Grimm и бывшим участником MF Doom.

## История
Участники группы берут свои псевдонимы из кинофильмов про Годзиллу японской кинокомпании Toho Company Ltd. Их первый полноценный альбом Escape from Monsta Island! выпущен в 2003 году лейблом Metal Face Records. Большинство треков M.I.C (часто применяют именно это сокращение) спродюсированы King Caesar (также известного как X-Ray) or King Geedorah (также известного как MF DOOM)(они оба отсутствуют в альбоме American Hunger MF Grimm'a. Поскольку MF Doom очевидно враждует с M.I.C, и определенно с MF Grimm, кажется сомнительным, что он будет продюсировать команду в будущем). Был слух, что остающиеся члены M.I.C. собирались выпустить новый альбом, названный 'Back To Tha Island!!' в 2007, но этот слух был рассеян на интервью с X-Ray.

## Слухи
Поклонники не знают, что думать - группа распалась или просто затихла на время? Их страничка на Myspace периодически исчезает, а официальный сайт (monstaisland.com) вообще "не подает признаков жизни". Некоторые фанаты уверяют что бывший участник группы X-Ray в курсе дел M.I.C. Некоторые из старших участников M.I.C. рассеялись к другим лейблам звукозаписи, таким как Mindbenda Recordings & Classified Recordings. Хотя есть и подтверждение, что команда все-таки продолжает свою творческую жизнь и готовы несколько треков для грядущего альбома.
после выпуска "Escape from Monsta Island!" M.I.C., MF Grimm (Jet Jaguar) и Bed Stuy (Poison Pen) появились совместно на треке микстейпа "Stronghold: the Mixtap, Vol. 2" под именем Strong Monstas (совмеска Stronghold и M.I.C.). В начале песни Grimm называет себя, Poison Pen (Stronghold), Breez Evahflowin (Stronghold) и Rodan (M.I.C.) участниками Strong Monstas.

## Перезапуск Myspace
В феврале 2008, была создана новая страница на myspace для Monsta Island Czars, показывая часть их новой музыки, вместе со старыми треками. Неясно что это - фанатский ход или перезапуск оригинального myspace M.I.C., который был закрыт в начале 2007.

## Дискография

### Альбомы
- The Next 1,000 Years (Неизданный, 2001)
- Escape from Monsta Island! (2003)
- Back To Tha Island!! (TBR)

### Синглы
- Run the Sphere 12"
- Escape / MIC Line 12"

### Участие в других альбомах и сборниках
- Operation: Doomsday (альбом MF DOOM) (1999)
- Monster Mixes, Vol. 1 (альбом X-Ray) (2002)
- The Downfall of Ibliys: A Ghetto Opera (альбом MF Grimm) (2002)
- Take Me to Your Leader (King Geedorah) (2003)
- Monsta Mixes, Vol. 2 (альбом X-Ray) (2003)
- Theophany: The Book of Elevations (альбом Rodan) (2004)
- A Penny For Your Thoughts (альбом Megalon) (2004)
- Scars and Memories (альбом MF Grimm) (2005)
- Soundclash #1: MeccaGodZilla vs. 007 (альбом RAVAGE the MeccaGodZilla) (2005)
- American Hunger (альбом MF Grimm) (2006)
- The Manhattanites (альбом MF MEZ & Self Suffice (King Orga)) (2007)
- Tha Floods (альбом Bashton) (2007)
- 2 Much Aint Enuff (альбом Junclassic / Gabarah) (2007)
- Artz & Craftz (альбом Kwite Def / Kamackeris) (2007)
- American Monsta (RAVAGE the MeccaGodZilla remix of Jay-Z's American Gangster) (2008)
- Shackles Off (альбом Kong) (2008)
- Tha Nickel Bag (альбом Tommy Gunn/Megalon & Raylong) (2008)
- Overqualified (альбом Junclassic / Gabarah) (2008)
- Erroars (RAVAGE the MeccaGodZilla album) (2008)
- Late Nites & Early Mournings EP (альбом Junclassic / Gabarah) (2009)